# Tragapatos
Tragapatos es un cuento de fábula acerca de un ñandú, escrito por el periodista y escritor uruguayo Constancio C. Vigil (Rocha, Uruguay; 4 de septiembre de 1876 - Buenos Aires; 24 de septiembre de 1954) y publicado por primera vez por la editorial Atlántida en 1941. El libro tuvo varias ediciones, la mayoría de las cuales contaron con las ilustraciones del dibujante Lino Palacio, quien paralelamente ilustraba también para Vigil las portadas de la revista Billiken.

## Resumen
La acción narrativa se circunscribe al comienzo del libro en la estancia "Las tres patas" en la pampa argentina. El autor comienza describiendo la peculiaridad de que en los ñandúes, a diferencia de otras especies de aves, es el macho el que se encarga de empollar los huevos durante más de un mes hasta que los pichones nacen. Vigil también dedica algunas páginas a explicar ciertos hábitos de los ñandúes como por ejemplo el hecho de que la hembra pone sobre el nido tantos huevos como el macho puede con su cuerpo incubar, mientras que aquellos huevos sobrantes la hembra los pone en distintos lugares y que luego servirán como medio alimenticio a los ñandúes recién nacidos que se valdrán de los insectos que se juntan en dichos huevos en mal estado que el macho se encargó de romper con su pico previamente. Dichos huevos reciben el nombre de guachos.
La narrativa de la fábula se da a partir del momento en que los ñanducitos ya tienen algunos días de vida y durante un paseo junto a su padre por el campo, son interceptados por un jinete que logra darle alcance a uno de los pequeños al cual lleva a un corral cercano a la casa de la estancia "Las tres patas".
Para cuando habíacumplido un año y medio de vida, el ñandú alcanzó su tamaño adulto y la característica más sobresaliente que tenía, era la de engullir absolutamente todo lo que tenía a su alrededor como hojas secas, pedazos de madera, papel y otros objetos. En cierta ocasión llevaron a la estancia un grupo de pequeños patitos y estos despertaron la atención del ñandú que procedió a probar unos cuantos. Las personas de la casa no tardaron en notar la ausencia de los patitos y pensaron que se trataba de la presencia de algún zorro, perro o comadreja, pero lo curioso era que las aves no desaparecían de noche sino de día. Habiendo descubierto finalmente al ñandú como autor de los hechos, bautizaron a éste con el nombre de Tragapatos y lo expulsaron inmediatamente de la estancia. El ñandú, sintiéndose libre, deambuló por los campos, gozando nuevamente de la libertad.
La nueva vida en libertad le hace notar a Tragapatos que pese a que él dispone de todo tipo de hierbas, semillas, insectos y agua de los cuales alimentarse, él ha adquirido el hábito de comer patos. Luego de toparse con un grupo de ñandúes con los que entra en conflicto, se decide a buscar una zona más húmeda donde pudiese encontrar patos. Tras pasar por diversas lagunas pobladas por diferentes especies de aves, llega finalmente hasta la laguna de los patos, repleta de diversas razas de patos como el pato zambullidor, el cabeza negra, el Picasso o el criollo entre otros.
Poco tiempo pasó en ese ecosistema sin que una de las patas notase la ausencia de sus hijos y sabida las atrocidades de Tragapatos, el ñandú debió huir a campo traviesa sin encontrar agua ni nada que comer allí debido a una intensa sequía que asolaba los alrededores. Frente al hambre y la sed Tragapatos decidió regresar a la laguna de los patos y continuar allí con su espantosa costumbre de comer pequeños patos, pero no halló refugio en ningún sitio ya que las aves estaban sobre aviso de los hábitos de dicho ñandú. Tragapatos prosiguió así deambulando por los desiertos pampeanos hasta que encontró el final de sus días al tratar de cruzar un alambrado, ya que débil y sin haber podido beber ni comer en muchos días quedó enredado en el mismo al rayo del sol.

## Ediciones
Las primeras tres ediciones del cuento entre 1941 y 1946 contaron en su totalidad con una tirada de 40.000 ejemplares en formato de tapa dura y 48 páginas. Durante la década siguiente, conjuntamente con otros libros del autor, Tragapatos fue publicado a modo de resumente en un formato de tapa blanda de 13 x 15 cm y cuyo contenido abarcaba unas 16 páginas, igualmente ilustradas por Lino Palacio. Posteriormente en la década de 1970 Tragapatos se reeditó en un nuevo formato de libro de mayor formato, donde se mantuvo el mismo contenido narrativo aunque las ilustraciones estuvieron a cargo de Chacha.

## Tragapatos en otros medios
El personaje del ñandú Tragapatos formó parte de una puesta en escena llamada "El circo de Billiken" difundida a través de la revista homónima que fundase Vigil. La obra tuvo lugar en 1975 y el ñandú aparecía junto a otros personajes de Vigil como la cotorra Misia Pepa, el Mono Relojero y la Hormiguita Viajera. A su vez, El circo de Billiken fue el título de un álbum de música infantil editado en la misma época en formato vinilo.